# Best of (álbum de Vanessa Paradis)
Best of é a primeira coletânea musical da cantora francesa Vanessa Paradis. O álbum, lançado em 2009, contém canções dos então 22 anos da carreira da cantora, incluindo a inédita "Il y a" e versões acústicas inéditas de "Marilyn & John" e "Scarabée".

## Lançamento
O álbum foi lançado para o download digital no dia 16 de novembro de 2009 e chegou às lojas no dia 23 de novembro na França, Bélgica e Suíça.
Uma edição especial de colecionador também foi lançada. Além do CD, ela contém um Photo Booklet de 64 páginas com fotos de Vanessa ao longo dos anos e documentos de sua carreira.

## Singles
2 singles foram extraídos a partir do álbum:
- "Il y a" - Foi enviado às rádios em setembro de 2009, ficando apenas disponível para download digital. O single atingiu o 6º lugar.[1]
- "Marilyn & John" (versão acústica) - Lançado em abril de 2010, para promover a turnê acústica que estava por vir, a Concert Acoustique Tour.

## Faixas

### Duplo CD

#### Disco 1
| #   | Título                          | Compositor(es)                                                    | Álbum                                | Duração |
| --- | ------------------------------- | ----------------------------------------------------------------- | ------------------------------------ | ------- |
| 1.  | "Il y a"                        | Gaëtan Roussel                                                    | Best of (2009)                       | 2:39    |
| 2.  | "Pourtant"                      | Franck Monnet, Matthieu Chedid                                    | Bliss (2000)                         | 3:36    |
| 3.  | "Marilyn & John"                | Étienne Roda-Gil, Franck Langolff                                 | M & J (1988)                         | 5:44    |
| 4.  | "Dis-lui toi que je t'aime"     | Serge Gainsbourg, Franck Langolff                                 | Variations sur le même T'aime (1990) | 3:56    |
| 5.  | "Joe le taxi"                   | Étienne Roda-Gil, Franck Langolff                                 | M & J (1988)                         | 3:54    |
| 6.  | "Maxou"                         | Étienne Roda-Gil, Franck Langolff                                 | M & J (1988)                         | 3:47    |
| 7.  | "Sunday Mondays"                | Lenny Kravitz, Henry Hirsch                                       | Vanessa Paradis (1992)               | 3:55    |
| 8.  | "Tandem"                        | Serge Gainsbourg, Franck Langolff                                 | Variations sur le même T'aime (1990) | 3:26    |
| 9.  | "Natural high"                  | Lenny Kravitz                                                     | Vanessa Paradis (1992)               | 3:20    |
| 10. | "Commando"                      | Didier Golemanas, Franck Langolff                                 | Bliss (2000)                         | 3:38    |
| 11. | "Be My Baby"                    | Lenny Kravitz, Gerry DeVeaux                                      | Vanessa Paradis (1992)               | 3:41    |
| 12. | "Divine idylle"                 | Marcel Kanche, Georges Kretek, Matthieu Chedid                    | Divinidylle (2007)                   | 2:39    |
| 13. | "Dès que j'te vois"             | Matthieu Chedid                                                   | Divinidylle (2007)                   | 3:23    |
| 14. | "Just as long as you are there" | Lenny Kravitz, Henry Hirsch                                       | Vanessa Paradis (1992)               | 3:24    |
| 15. | "Que fait la vie?"              | Didier Golemanas, Vanessa Paradis                                 | Bliss (2000)                         | 4:19    |
| 16. | "L’Incendie"                    | Didier Golemanas, Serge Ubrette, Vanessa Paradis, Matthieu Chedid | Divinidylle (2007)                   | 3:26    |

- O single "L'Amour en soi" de 1991 em sua versão remixada foi adicionado para a compra do álbum em seu formato digital.

#### Disco 2
| #   | Título                                               | Compositor(es)                         | Álbum                            | Duração |
| --- | ---------------------------------------------------- | -------------------------------------- | -------------------------------- | ------- |
| 1.  | "Marilyn & John" (versão acústica)                   | Étienne Roda-Gil, Franck Langolff      | Best of (2009)                   | 3:53    |
| 2.  | "Dans mon café"                                      | Didier Golemanas, Vanessa Paradis      | Bliss (2000)                     | 4:29    |
| 3.  | "La Déclaration d'amour" (dueto com Matthieu Chedid) | Michel Berger                          | Best of (2009)                   | 3:39    |
| 4.  | "Jackadi"                                            | Vanessa Paradis                        | Divinidylle (2007)               | 2:45    |
| 5.  | "I love Paris"                                       | Cole Porter                            | Best of (2009)                   | 2:38    |
| 6.  | "Emmenez-moi" (live)                                 | Charles Aznavour                       | Divinidylle Tour (2008)          | 3:53    |
| 7.  | "La Ballade de Johnny Jane" (dueto com Jane Birkin)  | Serge Gainsbourg                       | La soirée des enfoirés (1996)    | 2:32    |
| 8.  | "When I say"                                         | Vanessa Paradis, Matthieu Chedid       | Bliss (2000)                     | 3:57    |
| 9.  | "Concia chachacha"                                   | Olivier Champain, The Little Rabbits   | Atomik Circus (2004)             | 3:34    |
| 10. | "St. Germain"                                        | Vanessa Paradis, Johnny Depp           | Bliss (2000)                     | 2:34    |
| 11. | "This will be our year" (live)                       | Christopher White                      | Vanessa Paradis au Zénith (2001) | 2:25    |
| 12. | "Les Filles électriques" (dueto com Alain Souchon)   | Alain Souchon                          | La soirée des enfoirés (1996)    | 2:15    |
| 13. | "Made in Asia"                                       | Pierre-Dominique Burgaud, Louis Chedid | Le soldat rose (2006)            | 4:34    |
| 14. | "Abracadabra"                                        | Franck Monnet, Matthieu Chedid         | Divinidylle (2007)               | 2:57    |
| 15. | "I wouldn't dare"                                    | Bill Carter, Ruth Ellsworth            | Divinidylle (2007)               | 4:22    |
| 16. | "Scarabée" (versão acústica)                         | Étienne Roda-Gil, Franck Langolff      | Best of (2009)                   | 3:48    |
| 17. | "Varvara Pavlovna"                                   | Bertrand Chatenet, Franck Langolff     | Joe le taxi (Single) (1987)      | 3:26    |

### Edição Simples
Essa edição possui todas as faixas do disco 1 da edição dupla, assim como 4 faixas do disco 2:
- "I love Paris"
- "Marilyn & John" (versão acústica)
- "I wouldn't dare"
- "Scarabée" (versão acústica)

## Comentários
- O videoclipe de "Il y a" foi dirigido pelo então companheiro de Vanessa, o ator americano Johnny Depp.[2] Nele, aparece sua família e a casa em Le Plan-de-la-Tour onde costumavam passar as férias.

- A versão de "I love Paris" de Vanessa já havia sido usada em uma propaganda para a empresa Aéroports de Paris em junho de 2008.

- Vanessa disse que enquanto o disco 1 da edição dupla contém suas canções mais conhecidas, o disco 2 tem suas canções preferidas, muitas delas desconhecidas do grande público.

## Divulgação

### O show emLa Cigale
No dia 22 de novembro de 2009, Vanessa faz um show especial em La Cigale, em Paris. O show foi transmitido ao vivo pela internet. Ela cantou 13 de suas canções em versões acústicas inéditas, orquestradas por Albin de la Simone, com quem ela tinha colaborado em seu álbum Divinidylle de 2007. Antes do show, um documentário com imagens de arquivo de Vanessa foi mostrado em uma tela gigante.
- "Marilyn & John"
- "Que fait la vie?"
- "Junior suite"
- "Dans mon café"
- "L'Incendie"
- "Scarabée"
- "Chet Baker"
- "Pourtant"
- "I wouldn't dare"
- "Joe le taxi"
- "Dis lui toi que je t'aime"
- "Divinidylle"
- "Il y a"

### Imprensa
- Elle (20 de novembro de 2009): capa e 10 páginas, contendo fotos de Jean-Baptiste Mondino, e uma entrevista.
- Version Femina (21 de novembro de 2009): capa e 2 páginas, contendo fotos de Guy Aroch, e uma entrevista.
- L'Express Styles (26 de novembro de 2009): capa e 4 páginas, contendo fotos de Claude Gassian, e uma entrevista.
- ES Magazine (27 de novembro de 2009 - Inglaterra): capa e 9 páginas, contendo fotos de Kayt Jones, e uma entrevista.
- Marie Claire (dezembro de 2009): capa e 5 páginas, contendo fotos de Ellen Von Unwerth, e uma entrevista.
- Sunday Times (10 de janeiro de 2010 - Inglaterra): 4 páginas e entrevista.
- Marie Claire (fevereiro de 2010 - Rússia): capa, entrevista e uma foto inédita.
- Elle (fevereiro de 2010 - Rússia): entrevista de 8 páginas.

### Rádio
- Le Grand Studio - RTL (21 de novembro): entrevista.
- Programações especiais sobre a Vanessa ocorreram na Virgin Radio, RFM, Europe 1, etc.

### Télevisão
- Journal de 20h (21 de novembro): entrevista.
- Journal de 13h (22 de novembro): reportagem durante o ensaio do show acústico com entrevista.
- Journal (23 de novembro): entrevista com imagens de arquivo.
- Journal - La Une Belgique (23 e 26 de novembro): entrevista com imagens de arquivo.
- Le Grand Journal (24 de novembro): entrevista e Vanessa canta "Il y a" em versão acústica.
- Le Grand Journal (27 de novembro): entrevista.
- Musicronik (29 de novembro): entrevista.
- Flash (2 e 3 de dezembro): entrevista.

## Desempenho

### Álbum
| Chart (2009)                    | Melhor posição |
| ------------------------------- | -------------- |
| Swiss Albums Chart              | 43             |
| Belgian Albums Chart (Wallonia) | 48             |

### Singles
| Ano  | Single   | Chart                            | Melhor posição |
| ---- | -------- | -------------------------------- | -------------- |
| 2009 | "Il y a" | Swiss Singles Charts             | 56             |
| 2009 | "Il y a" | French Singles Download Charts   | 6              |
| 2009 | "Il y a" | Belgian Singles Chart (Wallonia) | 4              |

### Certificações
| País    | Provedor | Certificação | Vendas certificadas |
| Bélgica | BEA      | Ouro         | 15.000              |
| França  | SNEP     | 2× Platina   | 400.000             |